# 关林站
关林站位于中华人民共和国河南省洛阳市洛龙区关林镇大东村，建于1958年，是焦柳铁路和洛宜铁路上的一个车站。车站是隶属郑州局集团管辖下二等站，距月山站129公里，距柳州站1522公里，距洛阳东站10公里，距宜阳站32公里。
车站随洛宜铁路建于1958年，1961年10月竣工，初名大屯站。1965年更名为关林站，原洛宜铁路关林站更名为关林南站。1970年修建焦枝铁路时扩建，负责编发焦枝铁路关林站以南至襄樊北方向和洛宜支线上的解货列车，分担洛阳东站的压力。1981年、1988年、1998年再次扩建。在洛阳北编组站建成后，车站设有2条客车到发线、2条正线、3条上行货车到发线、3条下行货车到发线和4条编组线。

## 旅客列车目的地
截至2025年7月，关林站每日停靠2个旅客列车车次，均为过路车，列车车次及目的地如下表：
| 目的地 | 车次   | 所属路局   |
| ------ | ------ | ---------- |
| 成都西 | K117次 | 成都局集团 |
| 怀化   | K267次 | 广州局集团 |